# Nintendo Space World
Nintendo World (antes chamado Nintendo Space World, Nintendo 64 Space World, Super Famicom Space World, Famicom Space World, e Shoshinkai (初心会)) é uma feira comercial de jogos realizada pela Nintendo, normalmente com o intuito de revelar novos consoles de mesa ou portáteis. Ao contrário de outros eventos do tipo, a Nintendo World não é realizada anualmente tampouco em nenhum outro intervalo definido; a Nintendo toma a decisão de realizar ou não o show em meados de julho. Por toda a história, o evento sempre foi realizado no Japão, em Kyoto (onde está sediada a Nintendo) ou em Tóquio. A primeira edição do evento ocorreu em 1989.

## Edições notáveis
A edição de 1995 do Shoshinkai exibiu ao público jogos das duas séries mais familiares da Nintendo, juntamente a um breve teste do console Nintendo 64: Zelda 64, título provisório de The Legend of Zelda: Ocarina of Time, e Super Mario 64. Este último estava prestes a ser lançado. Zelda 64, por outro lado, permaneceu em desenvolvimento por mais três anos em função a atrasos no desenvolvimento do jogo em si e do hardware (por sua vez, por conta de atrasos no Nintendo 64DD).
Na Space World de 2000, um trailer com vários títulos Nintendo rodando no hardware do GameCube empolgou vários fãs. Entre os jogos revelados nesta edição estavam Luigi's Mansion, Metroid Prime, Meowth's Party, Super Mario 128, Kameo: Elements of Power, Jimmy Neutron: Boy Genius, Batman: Vengeance e The Legend of Zelda 128.
A última edição do Space World ocorreu em 2001, apresentando os recém-lançados Nintendo GameCube e Game Boy Advance. Um breve vídeo de Super Mario Sunshine em suas etapas inicias de desenvolvimento foi exibido.
Foi especulada a realização de outra Space World em 2005 para a revelação formal do próximo console da Nintendo, o Revolution (nome de projeto do Wii). Isto não aconteceu, já que a Nintendo optou por revelar completamente os detalhes do Wii na E3 de 2006. Porém, eles realizaram um evento chamado Nintendo World 2006 exibindo o Wii e o Nintendo 3DS.
Mais tarde, a Nintendo realizou um evento em Tóquio entre os dias 8 e 10 de janeiro de 2011 chamado Nintendo World 2011. A empresa deu detalhes específicos sobre o lançamento japonês do Nintendo 3DS durante a mostra.

## Consoles revelados na Space World
- Nintendo GameCube
- Game Boy Advance
- Nintendo 64
- Nintendo 64DD
- Nintendo 3DS